# 'Uruq Bani Ma'arid
'Uruq Bani Ma'arid est une zone protégée au sud de l'Arabie saoudite, elle est située à l'extrémité ouest du Rub' al Khali, un des plus grands déserts de sable dans le monde. La zone protégée est divisée en trois sections ; une réserve naturelle centrale; une zone où le pâturage contrôlé est autorisé; et une zone de chasse.
'Uruq Bani Ma'arid se trouve dans une zone dans laquelle l’Oryx d'Arabie vivait avant de disparaître à l’état sauvage. La réserve a été choisie pour la réintroduction d'oryx élevés dans le cadre d'un programme d'élevage en captivité. Elle a également été sélectionnée comme étant adaptée à la reconstitution des troupeaux de gazelle à goitre (Gazella subgutturosa), de gazelle des montagnes (Gazella gazella) et d'autruche (Struthio), qui ont tous habité historiquement la région.

## Géographie
Le site de cette aire protégée s'étend d'une latitude de 19°30'N et une longitude de 45°30'E, jusqu'à une latitude de 19°10'N et une longitude de 45°15'E, sa superficie totale est de 12 658 km2. En plus du plateau calcaire sous les dunes linéaires, la réserve comprend une partie de l'escarpement de Tuwaiq, des oueds et des plaines de gravier. Les erg (désert) de sable rouge sont parallèles les uns aux autres et peuvent atteindre 150 m de hauteur. Ils sont séparés par des couloirs à fonds sablonneux ou graveleux. Le climat est chaud et aride. Les précipitations sont très rares et atteignent en moyenne environ 30 mm par an. Les averses sur l'escarpement font couler les oueds et l'eau s'écoule dans le substrat où elle est retenue.

## Flore et faune
'Uruq Bani Ma'arid a été désignée zone végétale importante en raison de la richesse de sa vie végétale par rapport aux autres parties du désert, et la présence de nombreuses espèces végétales endémiques de la péninsule arabique. L'escarpement calcaire a peu de végétation mais les oueds plissent les côtés de l'escarpement et abritent une variété d'arbustes, notamment des acacia (genre), des graminées et légume vivace. Une végétation rare pousse sur les dunes, en particulier des cyperaceae et des graminées vivaces. Dans les couloirs entre les dunes poussent les Haloxylon persicum, Moringa peregrina et Commiphora myrrha. Peu de plantes annuelles poussent ici, mais après la pluie, de nouvelles pousses apparaissent sur les plantes vivaces. 106 espèces de plantes ont été recensées dans la réserve.
Entre 1995 et 2013, quelque 149 oryx du désert ont été relâchés dans la réserve, et on a estimé en 2013 qu'environ 500 individus étaient présents. La réserve n'est pas clôturée, c'est donc actuellement la seule population à l'état sauvage. La gazelle des sables d’Arabie et la gazelle des montagnes ont également été réintroduites avec succès depuis 1995.
Parmi les autres animaux que l'on peut observer dans la réserve figurent le renard de Rüppell, chat des sables, renard roux, lièvre du Cap, hérisson du désert, gerbille de Cheesman, gerboise des steppes, varan du désert, autres lézards et serpents et chiens sauvages. 104 espèces d'oiseaux ont été recensées dans la réserve mais il n'y a qu'environ 16 espèces qui y vivent. L'outarde houbara est parfois vue ici, peut-être en migration, mais le vautour oricou et le Circaète Jean-le-Blanc se reproduisent ici.

## Inscription sur la Liste du patrimoine mondial de l'UNESCO
Le 20 septembre 2023, durant la 45e session du Comité du patrimoine mondial le Royaume d'Arabie saoudite a inscrit avec succès la zone protégée « Uruq Bani Ma'arid » sur la Liste du patrimoine mondial de l'UNESCO en tant que tout premier site du patrimoine mondial naturel en Arabie saoudite.